# Columbia Branch
Columbia Branch är ett vattendrag i Belize.   Det ligger i distriktet Toledo, i den södra delen av landet, 110 km söder om huvudstaden Belmopan.
I omgivningarna runt Columbia Branch växer i huvudsak städsegrön lövskog. Runt Columbia Branch är det mycket glesbefolkat, med 4 invånare per kvadratkilometer.